# Smagliczka

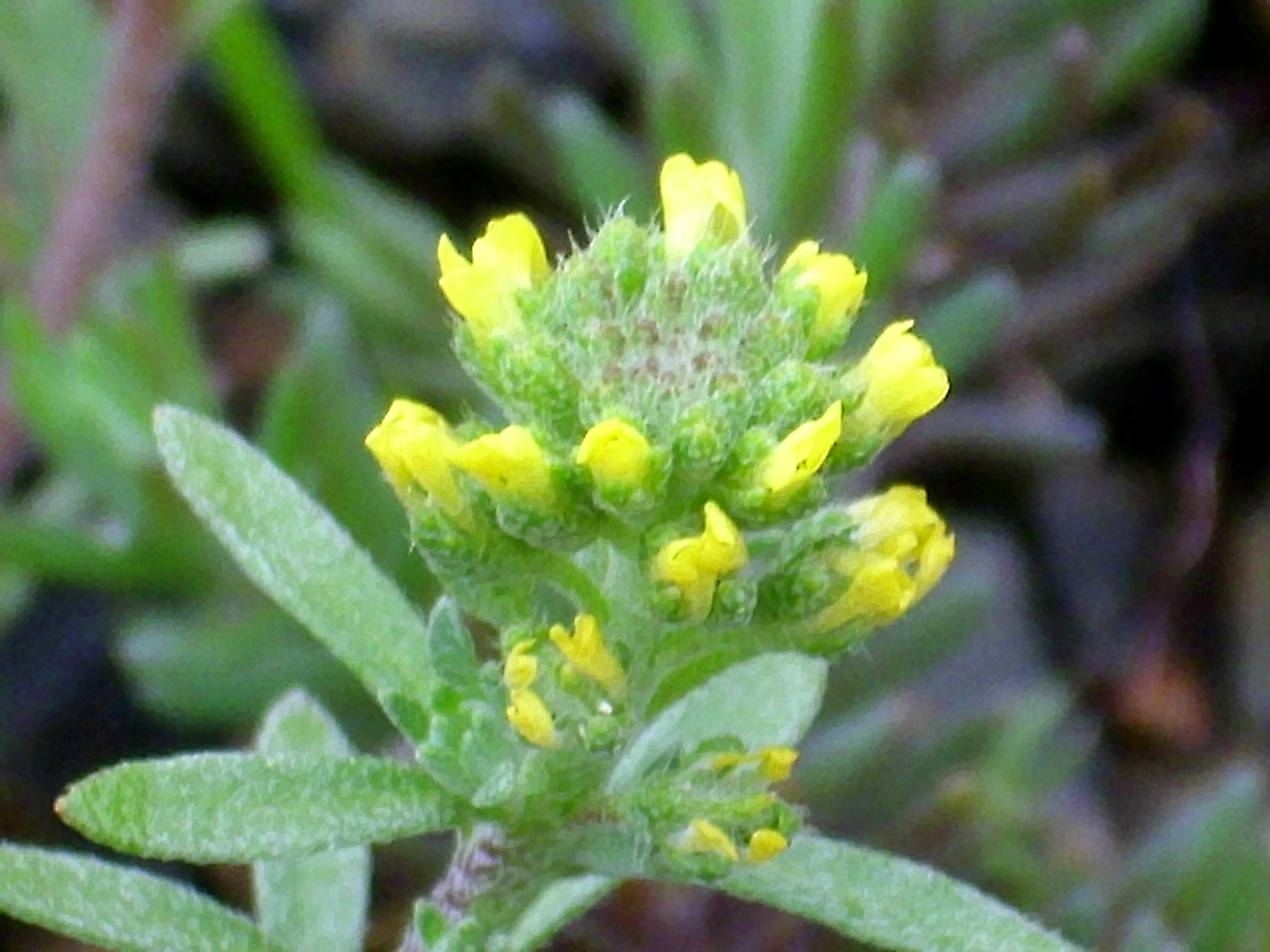
Alyssum granatense

Smagliczka (Alyssum L.) – rodzaj roślin należący do rodziny kapustowatych. Należy do niego w zależności od ujęcia ok. 110–170 gatunków roślin jednorocznych, bylin i półkrzewów. Zasięg rodzaju obejmuje kontynenty półkuli północnej. W Polsce cztery gatunki są rodzime, dwa dziczejące przejściowo. Niektóre gatunki uprawiane są jako ozdobne lub wykorzystywane są leczniczo. Naukowa nazwa rodzaju pochodzi od greckiego a- oznaczającego przeczenie i lyssa znaczącego szaleństwo. Nazwa jest wynikiem przekonania z czasów starożytnych, że rośliny z tego rodzaju są lekiem na obłąkanie i działają uspokajająco przy gniewie. Liczne gatunki uprawiane są jako ozdobne.

## Rozmieszczenie geograficzne
Przedstawiciele rodzaju występują w Azji, Europie, północnej Afryce i w Ameryce Północnej. Centrum zróżnicowania rodzaju jest południowo-wschodnia Europa i południowo-zachodnia Azja.
W Polsce trzy gatunki występują jako rodzime. Poza nimi do rodzaju tego bywa zaliczany jeden gatunek rodzimy i dwa obce, które w innych ujęciach wyodrębniane są w inne rodzaje.
Gatunki flory Polski
- smagliczka drobna Alyssum desertorum Stapf ≡ Alyssum turkestanicum var. desertorum (Stapf) Botsch.
- smagliczka kielichowata Alyssum alyssoides (L.) L., syn A. calycinum L.
- smagliczka pagórkowa, s. piaskowa Alyssum montanum L.

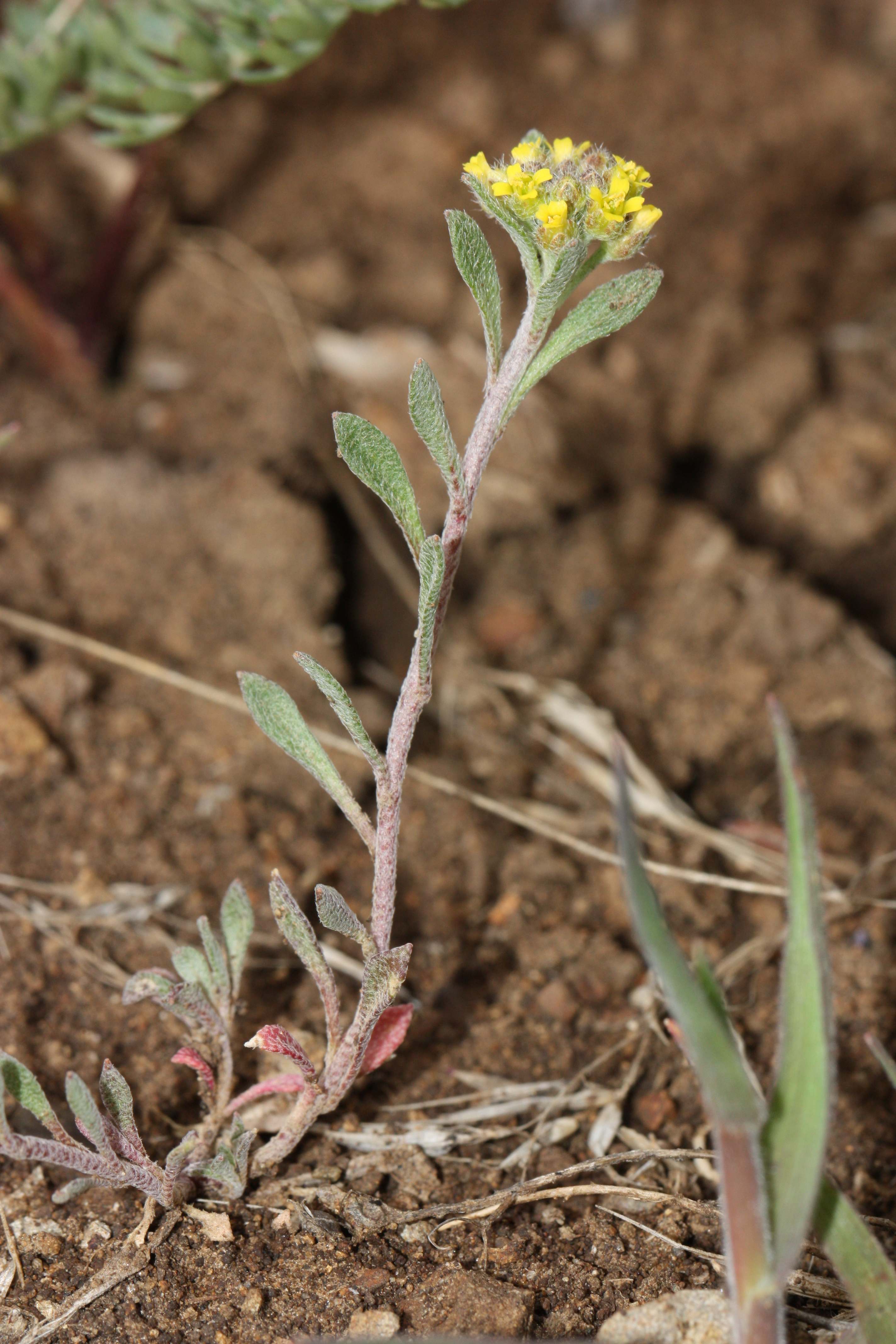
Smagliczka drobna A. desertorum
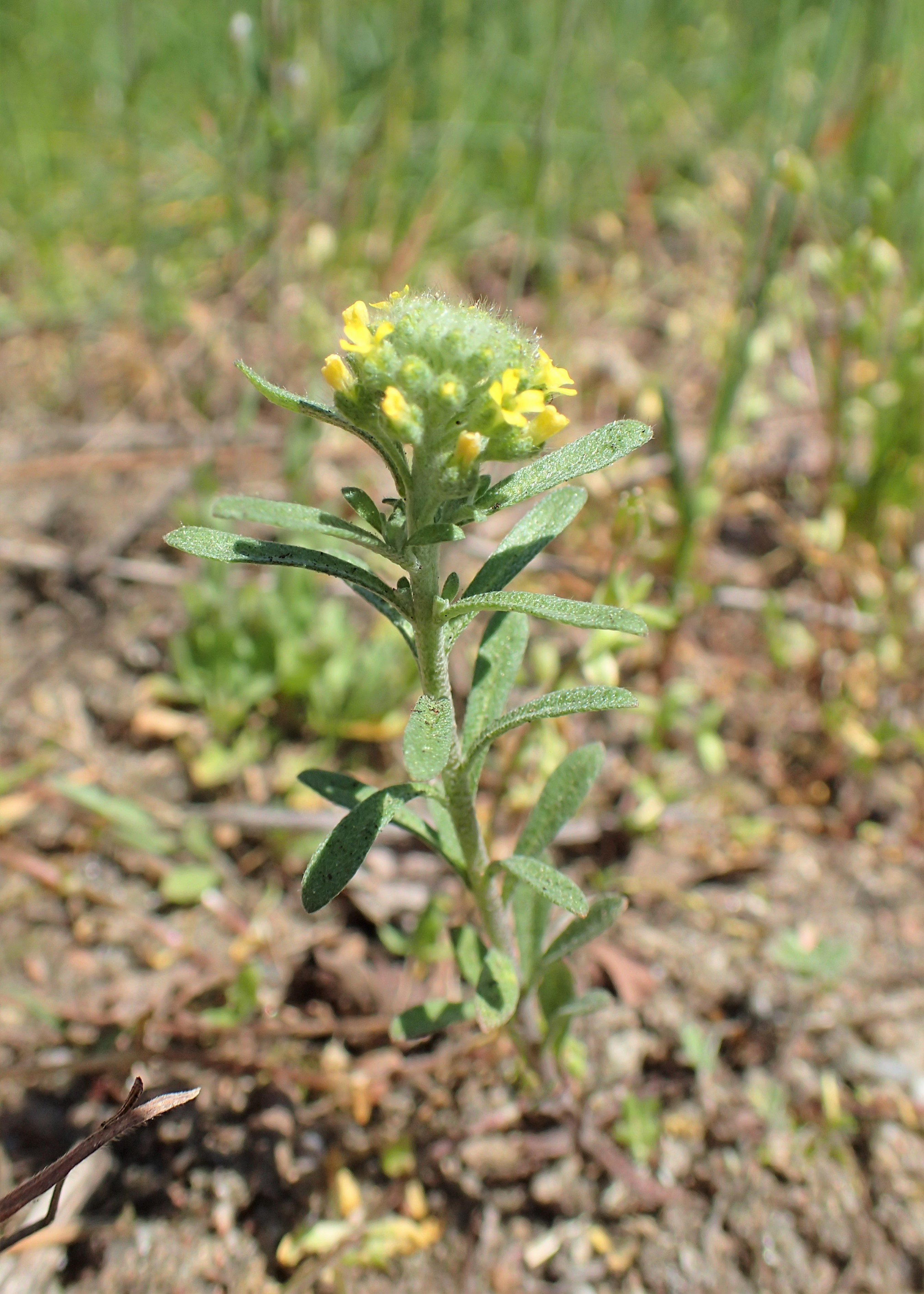
Smagliczka kielichowata A. alyssoides
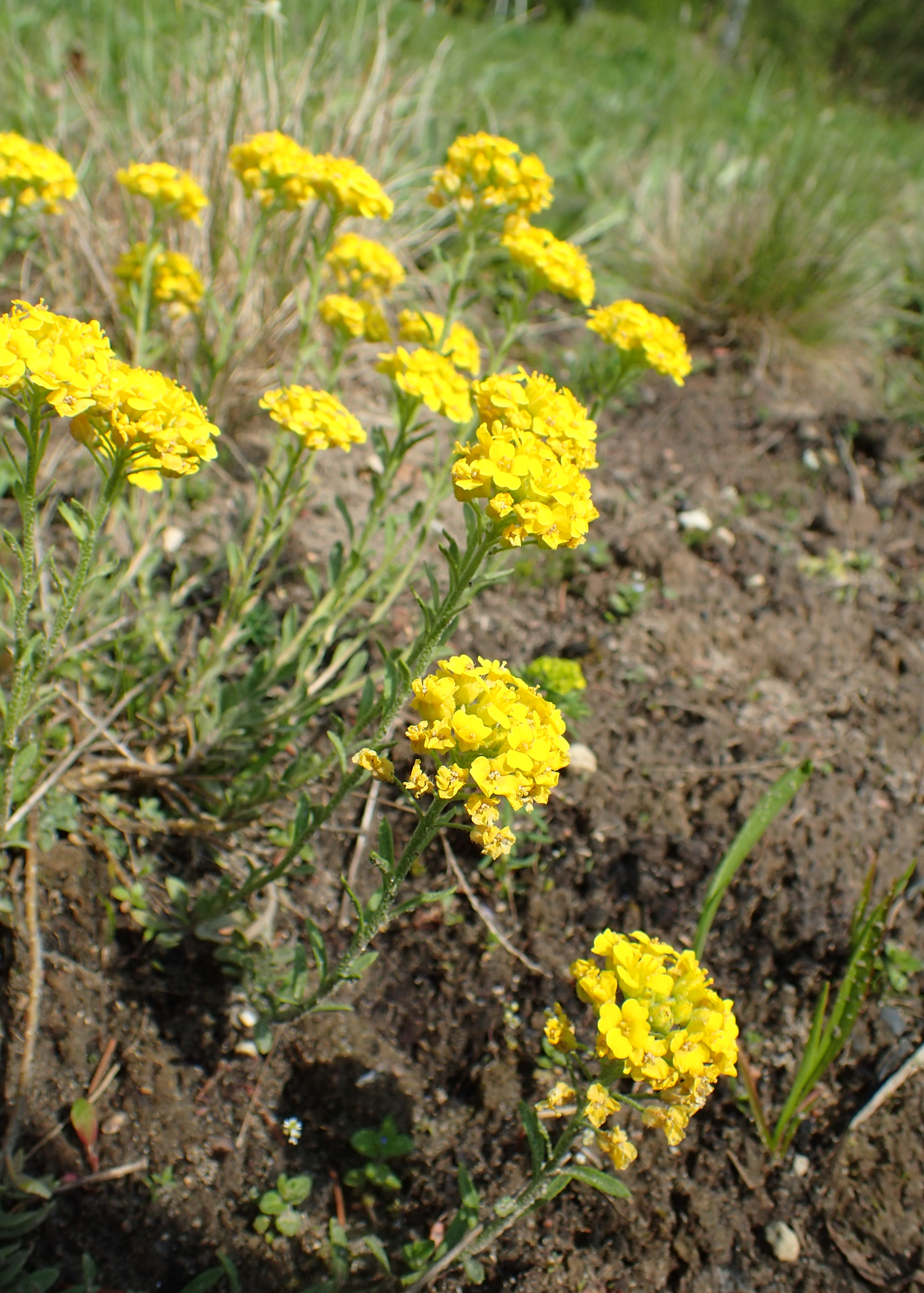
Smagliczka pagórkowa A. montanum

W szerokim ujęciu rodzaju do flory Polski klasyfikowane są także:
- smagliczka skalna, s. Arduina Alyssum saxatile L. ≡ Aurinia saxatilis (L.) Desv. (gatunek rodzimy)
- smagliczka srebrzysta Alyssum argenteum All. ≡ Odontarrhena argentea (All.) Ledeb. (antropofit zadomowiony)
- smagliczka lnolistna Alyssum linifolium Stephan ex Willd. ≡ Meniocus linifolius (Stephan ex Willd.) DC. (efemerofit)

## Morfologia

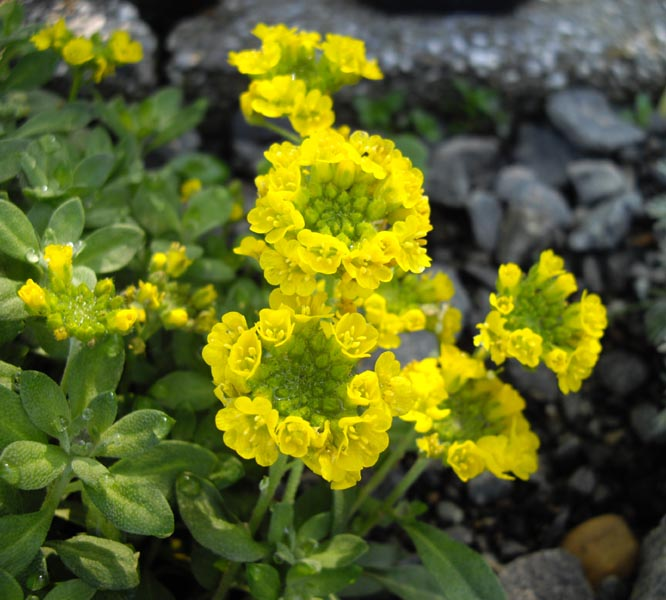
Alyssum wulfenianum

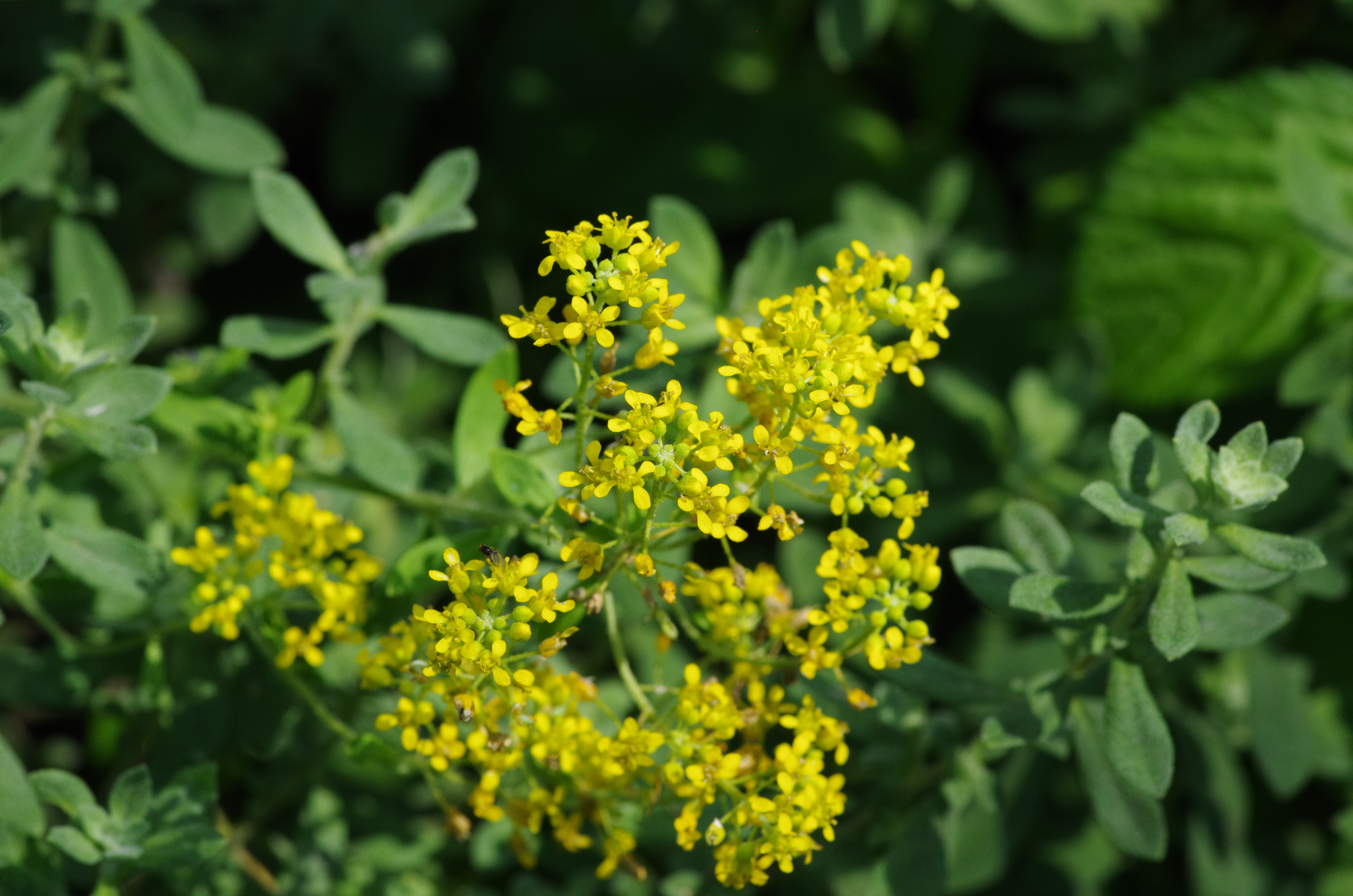
Alyssum lenense

PokrójRośliny zielne (jednoroczne i byliny), rzadko półkrzewy, z pędem prosto wzniesionym, płożącym lub podnoszącym się, pojedynczym lub  rozgałęzionym. Pęd pokryty jest gwiaździście rozgałęzionymi włoskami, zwykle z 2–6 ramionami (rzadko ramion jest więcej – do 30), rzadko włoski są pojedyncze lub pojedyncze i rozwidlone.
LiścieCałobrzegie, siedzące lub ogonkowe, dolne zebrane czasem w odziomkowe rozety.
KwiatyZebrane w kilku- lub wielokwiatowe grona, luźne lub gęste. Szypułki kwiatowe zróżnicowane – krótkie i długie, wzniesione, odstające lub odgięte w dół, cienkie lub tęgie. Działki kielicha jajowate do owalnych, nie rozszerzone woreczkowato u nasady. Płatki korony białe, żółte lub rzadko różowe. Pręcików sześć, czterosilnych, z 4 miodnikami u nasady. Zalążnia górna z 1–2 zalążkami, znamię główkowate.
OwoceJajowate do eliptycznych łuszczynki, zwykle silnie spłaszczone.

## Systematyka
Synonimy

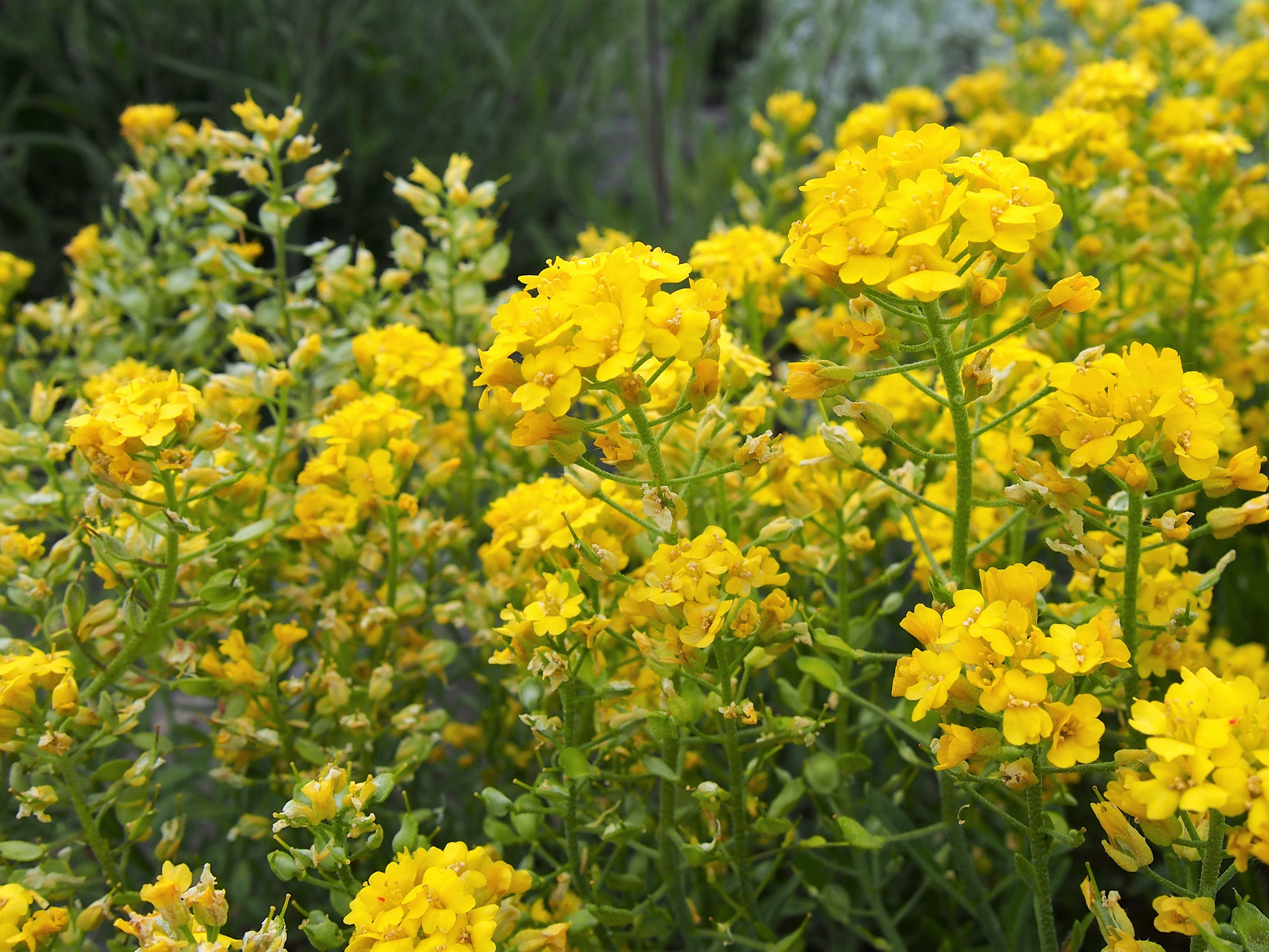
Alyssum repens

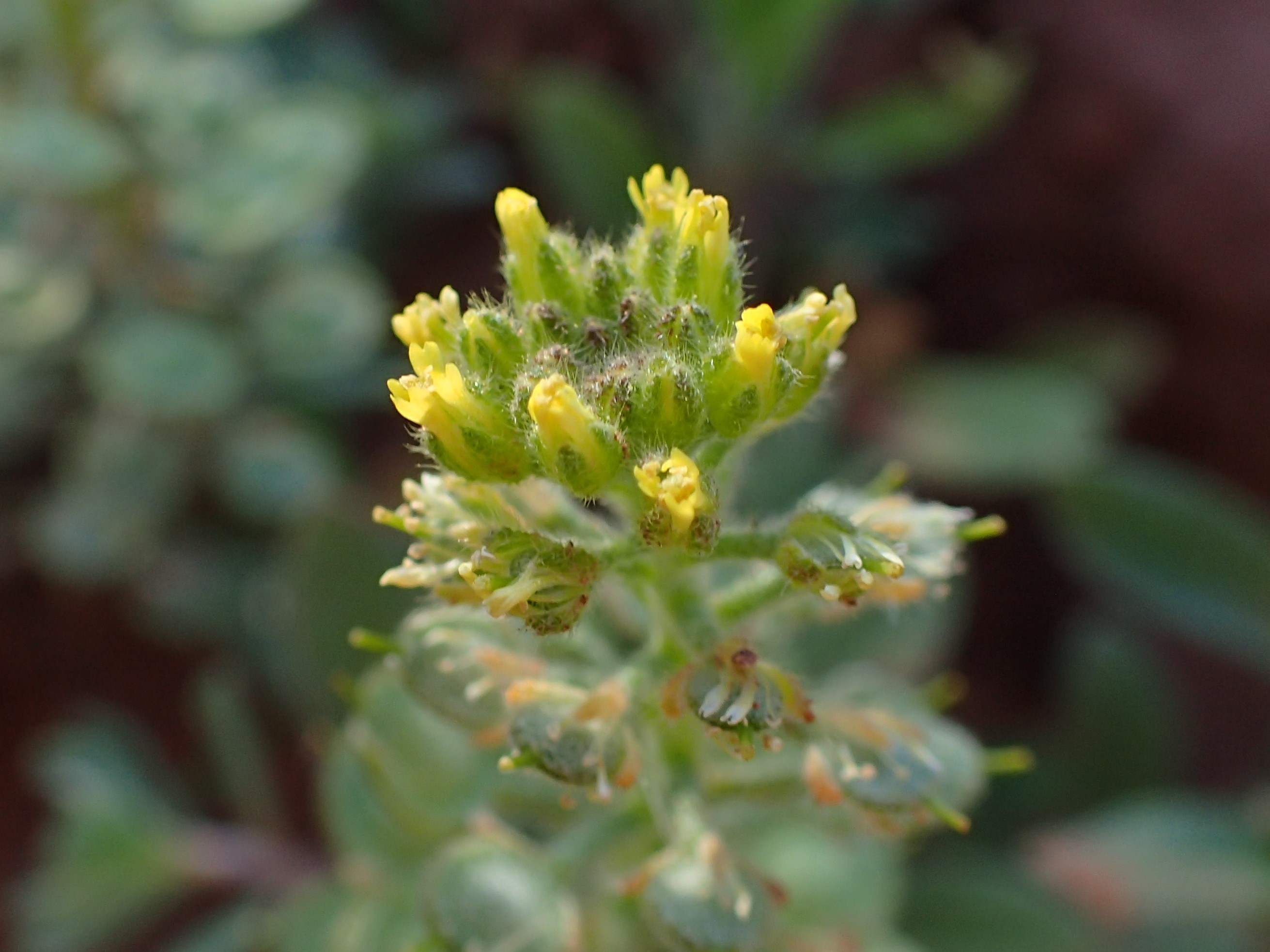
Alyssum simplex

W przypadku szerokiego ujęcia rodzaju, za jego synonimy uznawane są: Gamosepalum Haussknecht; Meniocus Desvaux; Moenchia Roth (1788), not Ehrhart (1783); Odontarrhena C. A. Meyer; Psilonema C. A. Meyer; Ptilotrichum C. A. Meyer; Takhtajaniella V. E. Avetisian; Triplopetalum E. J. Nyárády.
Pozycja systematyczna według APweb (aktualizowany system APG IV z 2016)
Należy do rodziny kapustowatych (Brassicaceae), rzędu kapustowców (Brassicales), kladu różowych (rosids) w obrębie okrytonasiennych (Magnoliophyta).
Pozycja w systemie Reveala (1993-1999)
Gromada okrytonasienne (Magnoliophyta Cronquist), podgromada Magnoliophytina Frohne & U. Jensen ex Reveal, klasa Rosopsida Batsch, podklasa ukęślowe (Dilleniidae Takht. ex Reveal & Tahkt.), nadrząd Capparanae Reveal, rząd kaparowce (Capparales Hutch.), podrząd Capparineae Engl., rodzina kapustowate (Brassicaceae Burnett), podrodzina Alyssoideae Leurss., plemię Alysseae Dc., podplemię Alyssinae Sond. in Harv. & Sond., rodzaj smagliczka (Alyssum L.).
Wykaz gatunków
- Alyssum aizoides Boiss.
- Alyssum alyssoides (L.) L. – smagliczka kielichowata
- Alyssum amasianum Karabacak & A.Duran
- Alyssum anamense Velen.
- Alyssum andinum Rupr.
- Alyssum argyrophyllum Schott & Kotschy
- Alyssum armenum Boiss. – smagliczka armeńska
- Alyssum artvinense N.Busch
- Alyssum atlanticum Desf.
- Alyssum aurantiacum Boiss.
- Alyssum austrodalmaticum Trinajstic
- Alyssum baumgartnerianum Bornm. ex Baumg.
- Alyssum blancheanum Gomb.
- Alyssum bornmuelleri Hausskn. ex Degen
- Alyssum bosniacum Beck
- Alyssum bulbotrichum Hausskn. & Bornm.
- Alyssum cacuminum Španiel, Marhold & Lihová
- Alyssum caespitosum Baumg.
- Alyssum calycocarpum Rupr.
- Alyssum cephalotes Boiss.
- Alyssum collinum Brot.
- Alyssum contemptum Schott & Kotschy
- Alyssum corningii T.R.Dudley
- Alyssum cuneifolium Ten. – smagliczka klinolistna
- Alyssum dagestanicum Rupr.
- Alyssum damascenum Boiss. & Gaill.
- Alyssum dasycarpum Stephan ex Willd.
- Alyssum degenianum Nyár.
- Alyssum desertorum Stapf – smagliczka drobna
- Alyssum diffusum Ten.
- Alyssum dimorphosepalum Eig
- Alyssum doerfleri Degen
- Alyssum erosulum Gennari & Pestal. ex Clem.
- Alyssum fastigiatum Heywood
- Alyssum flexicaule Jord.
- Alyssum foliosum Bory & Chaub.
- Alyssum fulvescens Sm.
- Alyssum gallaecicum (S.Ortiz) Španiel, Marhold & Lihová
- Alyssum granatense Boiss. & Reut.
- Alyssum gustavssonii Hartvig
- Alyssum hajastanum Avet.
- Alyssum handelii Hayek
- Alyssum harputicum T.R.Dudley
- Alyssum hezarmasjedense Kavousi & Nazary
- Alyssum hirsutum M.Bieb.
- Alyssum idaeum Boiss. & Heldr.
- Alyssum iljinskae V.I.Dorof.
- Alyssum iranicum Hausskn. ex Baumg.
- Alyssum kaynakiae Yilmaz
- Alyssum lanceolatum Baumg.
- Alyssum lassiticum Halácsy
- Alyssum lenense Adams – smagliczka ałtajska
- Alyssum lepidotostellatum (Hausskn. & Bornm.) T.R.Dudley
- Alyssum lepidotum Boiss.
- Alyssum loiseleurii P.Fourn.
- Alyssum luteolum Pomel
- Alyssum lycaonicum (O.E.Schulz) T.R.Dudley
- Alyssum macrocalyx Coss. & Durieu
- Alyssum macropodum Boiss. & Balansa
- Alyssum mazandaranicum Mirzadeh & Assadi
- Alyssum minutum Schltdl. ex DC.
- Alyssum misirdalianum Orcan & Binzet
- Alyssum moellendorfianum Asch. ex Beck
- Alyssum montanum L. – smagliczka pagórkowa
- Alyssum montenegrinum (Bald.) Španiel, Lihová & Marhold
- Alyssum mouradicum Boiss. & Balansa
- Alyssum muelleri Boiss. & Buhse
- Alyssum musilii Velen.
- Alyssum neglectum Magauer, Frajman & Schönsw.
- Alyssum nezaketiae Aytaç & H.Duman
- Alyssum niveum T.R.Dudley
- Alyssum ochroleucum Boiss. & A.Huet
- Alyssum orophilum Jord. & Fourr.
- Alyssum oschtenicum (N.Busch) Kharkev.
- Alyssum paphlagonicum (Hausskn.) T.R.Dudley
- Alyssum persicum Boiss.
- Alyssum pirinicum (Stoj. & Acht.) Ancev
- Alyssum pluscanescens (Raim. ex Jos.Baumgartner) Španiel, Lihová & Marhold
- Alyssum pogonocarpum Carlström
- Alyssum praecox Boiss. & Balansa
- Alyssum propinquum Baumg.
- Alyssum pseudomouradicum Hausskn. & Bornm. ex Baumg.
- Alyssum pulvinare Velen. – smagliczka poduchowata
- Alyssum reisseri Velen.
- Alyssum repens Baumg. – smagliczka płożąca
- Alyssum rhodanense Jord. & Fourr.
- Alyssum rossetii Španiel, Bovio & K.Kaplan
- Alyssum rostratum Steven
- Alyssum scutigerum Durieu
- Alyssum serpyllifolium Desf. – smagliczka macierzankolistna
- Alyssum siculum Jord.
- Alyssum simplex Rudolphi
- Alyssum simulans Runemark ex Hartvig
- Alyssum smyrnaeum C.A.Mey.
- Alyssum sphacioticum Boiss. & Heldr.
- Alyssum spruneri Jord. & Fourr.
- Alyssum stapfii Vierh.
- Alyssum strictum Willd.
- Alyssum strigosum Banks & Sol.
- Alyssum sulphureum T.R.Dudley & Hub.-Mor.
- Alyssum szovitsianum Fisch. & C.A.Mey.
- Alyssum taygeteum Heldr.
- Alyssum tenium Halácsy
- Alyssum tetrastemon Boiss.
- Alyssum thymops (Hub.-Mor. & Reese) T.R.Dudley
- Alyssum trichocarpum T.R.Dudley & Hub.-Mor.
- Alyssum trichostachyum Rupr.
- Alyssum turkestanicum Regel & Schmalh. – smagliczka turkiestańska, s. stepowa
- Alyssum umbellatum Desv.
- Alyssum vernale Kit. ex Hornem.
- Alyssum wierzbickii Heuff.
- Alyssum wulfenianum Willd. – smagliczka Wulfena
- Alyssum xanthocarpum Boiss.